# دائرة تاجنانت
دائرة تاجنانت هي إحدى دوائر ولاية ميلة الجزائرية.